# Suzuki
La Suzuki Motor Corporation (スズキ株式会社?, Suzuki kabushiki gaisha), o semplicemente Suzuki, è un'azienda giapponese fondata nel 1909 che produce automobili, moto e motori marini con sede ad Hamamatsu.
Nel 2010 il 19,9% del suo pacchetto azionario è stato acquisito dalla tedesca Volkswagen con l'intenzione di avviare una stretta collaborazione industriale, ma a causa di differenti vedute strategiche già nel 2011 la Suzuki ha annunciato l'intenzione di porre fine a questa collaborazione, finita ufficialmente il 31 agosto 2015.
Il 5 novembre 2012 la divisione nordamericana dell'azienda ha dichiarato bancarotta sotto il Chapter 11, interrompendo le vendite negli Stati Uniti continentali.
Nell'agosto 2019 in seguito ad anni di collaborazioni, Toyota Motor acquisisce il 5% della società con progetti comuni su veicoli elettrici.

## Produzione

### Automobili
La produzione di autovetture iniziò alle porte della seconda guerra mondiale dopo che per trent'anni l'azienda si era dedicata soprattutto alla costruzione di macchinari per l'industria. Subì una naturale interruzione durante il conflitto e riprese con successo solo nel 1955 con la produzione della Suzuki Suzulight.
Tra le sue auto di maggior successo si possono citare: Carry, Maruti (su alcuni mercati chiamata anche Alto), Wagon R+ (insieme alla gemella Opel Agila (1ª serie)), Liana, Splash (insieme alla gemella Opel Agila (2ª serie)) e Swift.
La casa giapponese produce da molto tempo ottimi fuoristrada, tra cui il Suzuki LJ80, il Suzuki SJ, il Samurai, il Vitara, il Jimny, il Grand Vitara, la Ignis (fuori produzione dal 2009), la Suzuki SX4, prodotta con la Fiat, che l'ha commercializzata con il proprio marchio, sotto il nome di Fiat Sedici e uscita di produzione nel 2015 insieme alla cugina Fiat uscita un anno prima.

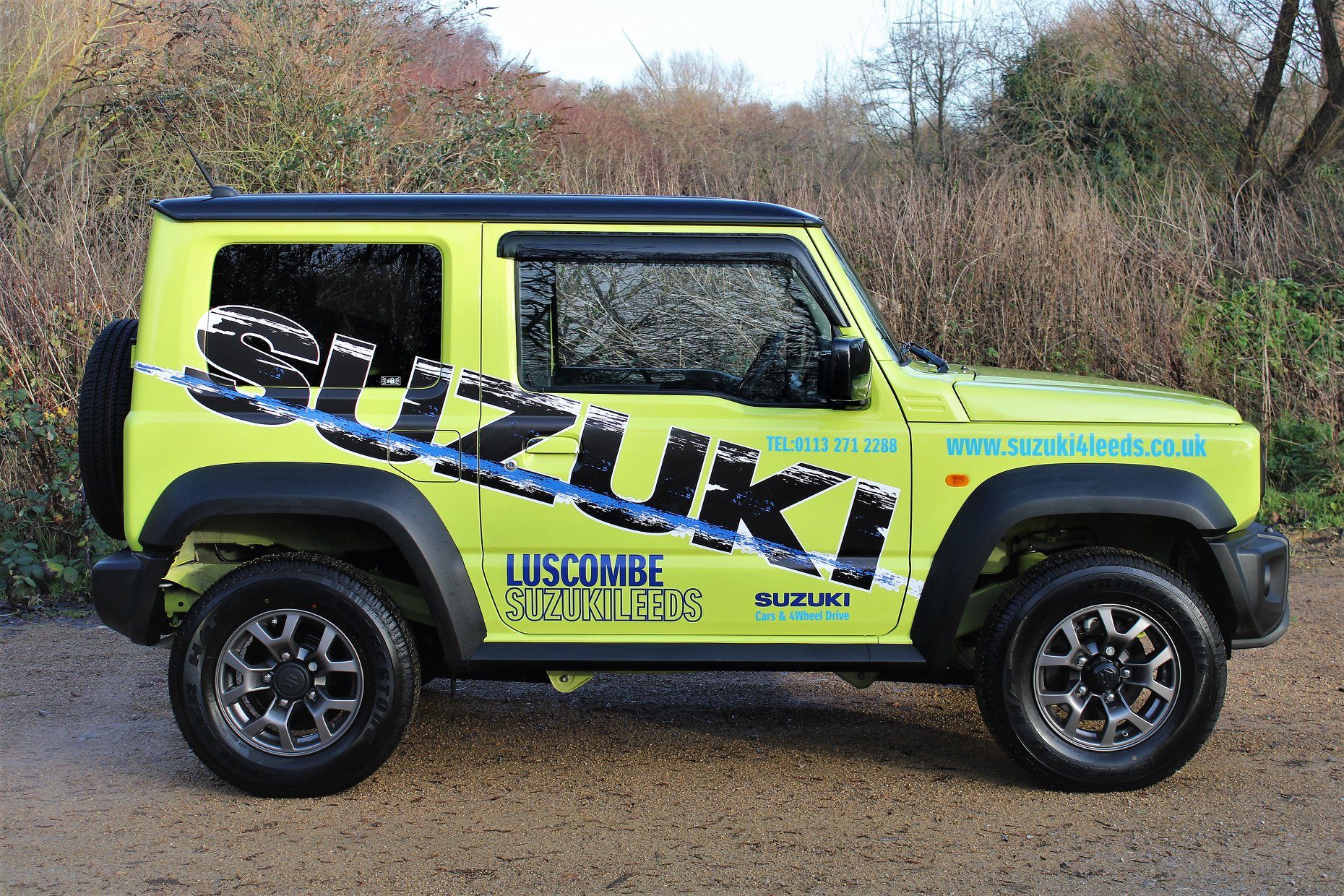
Suzuki Jimny

Uscita dalla tutela di General Motors a fine 2005, poco tempo dopo la Fiat Auto, Suzuki ha continuato a montare sui propri modelli i motori diesel di FPT, il 1.3 Multijet da 75 e 90 cv, il 1.9 Multijet da 120 cv ed il 2.0 Multijet II da 135 Cv sul SUV progettato e fabbricato assieme a Fiat Auto: il Suzuki SX4.
Inoltre, la pietra dello scandalo in merito alla rottura della partnership con Volkswagen è stata proprio l'intenzione della Suzuki di montare nel cofano dei propri modelli la nuovissima (nel 2011) unità Diesel Fiat 1.6 Multijet II (destinata a rimpiazzare il valido ma ormai vetusto 1.9 Multijet e disponibile in tre livelli di potenza: 90 Cv, 105 Cv e 120 Cv), invece di attingere alle risorse messe a disposizione da Volkswagen stessa, che ha in gamma un analogo propulsore 1.6 TDI (da 90 Cv e 105 Cv)..
L'importazione in Italia delle autovetture Suzuki inizia nel 1982 attraverso l'importatore Autoexpò di Ora (provincia di Bolzano). Nel 1995 la Casa madre è subentrata ad Autoexpò, spostando la sede in provincia di Torino e più precisamente a Robassomero, dove erano già concentrate le altre attività del marchio (motocicli e motori marini); qui la Suzuki ha anche aperto il primo e unico Centro stile europeo.

### Motocicli
La produzione in serie di motociclette iniziò, dopo la seconda guerra mondiale con la fornitura di semplici motori ausiliari da applicare su biciclette ma già nel 1954 la casa nipponica era in grado di costruire 6.000 moto al mese. Per oltre due decenni la fabbricazione fu improntata su modelli dotati di motore a due tempi fino alla presentazione dei primi modelli delle serie "GS" che segnalarono il passaggio alla tecnologia dei quattro tempi.
Tra le moto, il modello di punta della gamma sportiva è la Suzuki GSX-R (soprannominata Gixxer dagli appassionati) nelle varie cilindrate 600, 750 e 1000. Spesso l'anno di produzione è indicato dalla nomenclatura Xn, in cui n è l'abbreviazione dell'anno di produzione e X la lettera corrispondente al decennio. Ad esempio la nuova GSX-R 2007 è detta K7, quella del 2012 detta L2
Un altro modello importante, che ha inaugurato il filone delle cosiddette "naked" assieme alla Ducati "Monster" è la "Bandit" che, nata nel 1990, si è imposta, specie sui mercati europei, come motocicletta dalle prestazioni brillanti, di costo e manutenzione economici. Inizialmente prodotta in Giappone nella cilindrata di 400 cm³ è stata poi esportata nel mondo nelle cubature di 600 e 1200 cm³ con motore tipo SACS, raffreddato ad aria/olio. Un buon riscontro dal pubblico ha avuto pure il modello SV, prodotto nelle versioni 650 cm³ (ad iniezione elettronica dal 2003 al 2010) e 1.000 cm³: montava un brillante e vigoroso motore bicilindrico a V con ottime prestazioni. Il modello SV era prodotto inoltre in versione naked (N) con manubrio alto e senza alcuna protezione aerodinamica e semicarenata (S) con cupolino anteriore e semi-manubri.
Le successive norme antinquinamento hanno causato, nel 2006, la perdita di qualche cavallo di potenza in seguito all'introduzione dell'euro2.
La distribuzione di motocicli in Italia avviene dal 1970 ad opera della Saiad di Torino, per passare sei anni dopo alla filiale italiana della corporate giapponese, che sposta la sede a Robassomero (TO) dove sono concentrate tutte le attività Suzuki (automobili, moto e motori marini). Sul mercato italiano, opera anche Valenti Racing che si occupa di importare in Italia alcuni modelli da cross e di immatricolarli nelle versioni enduro e supermotard e degli ATV (comunemente chiamati Quad).
La Suzuki è stata la prima casa costruttrice di veicoli che iniziò, alla fine degli anni ottanta, a produrre veicoli più leggeri soprattutto per risparmiare sui costi di spedizione degli stessi. 

Galleria di modelli
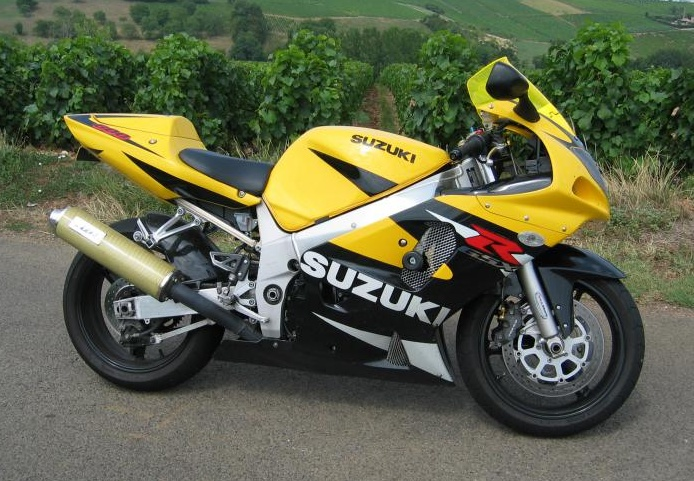
Una Suzuki GSX-R 600
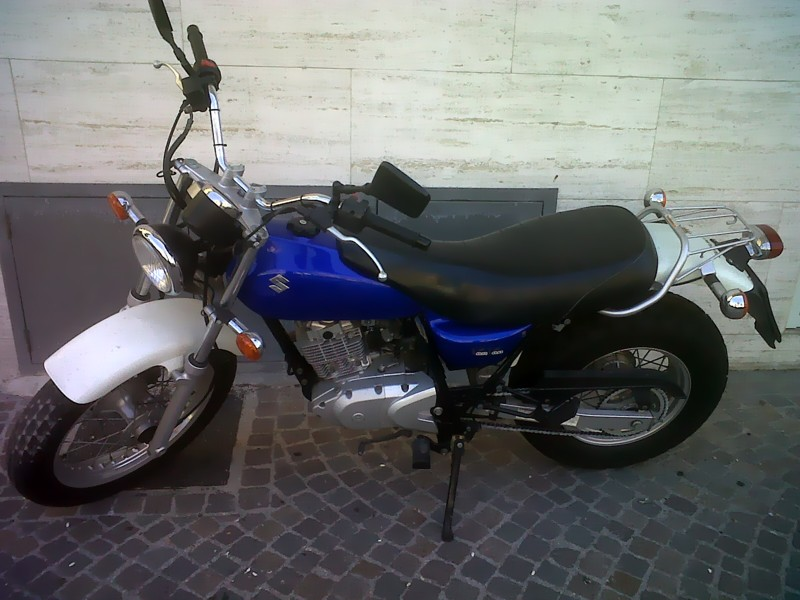
Una Suzuki Van Van 125
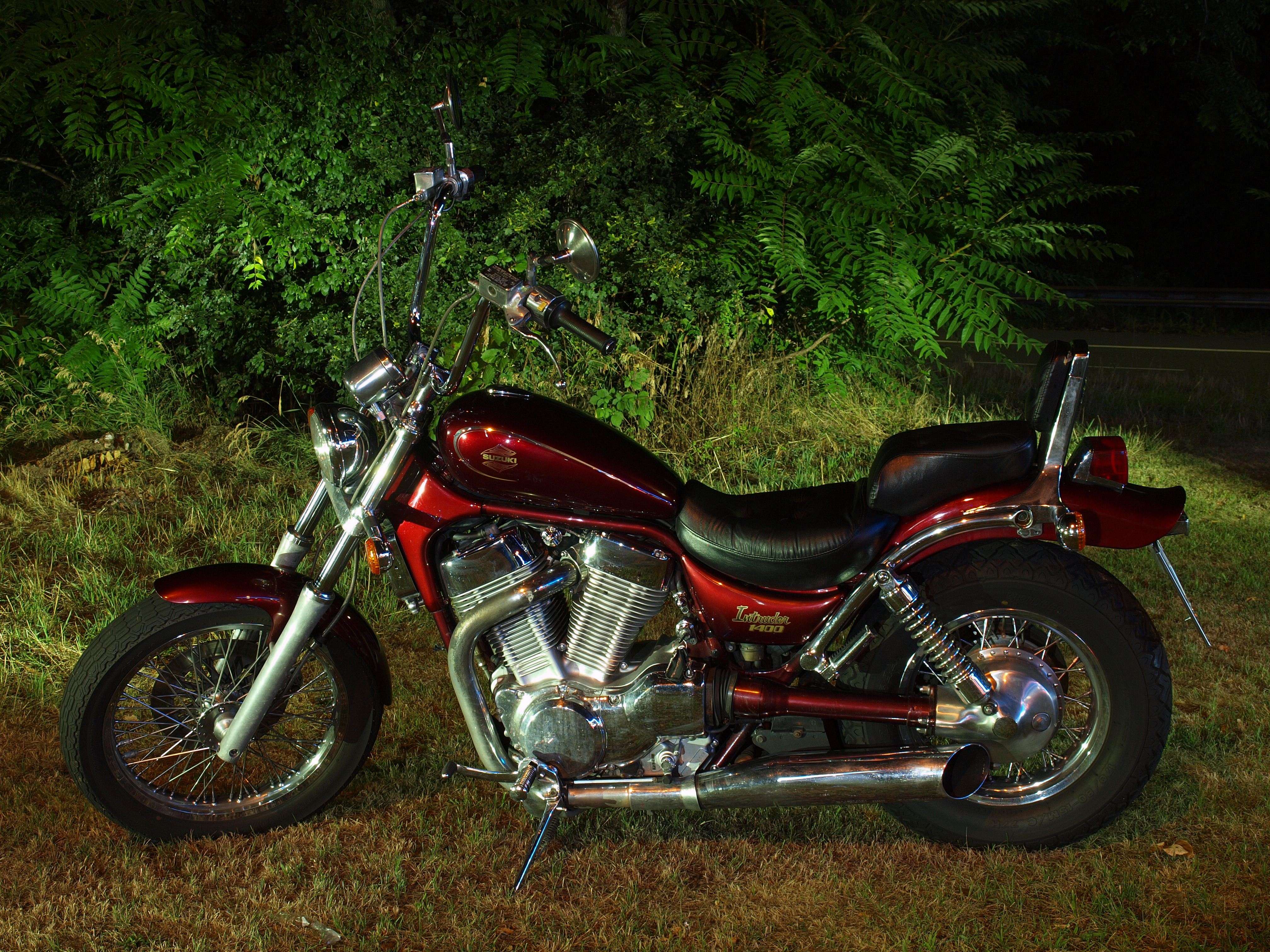
Suzuki VS 1400 Intruder
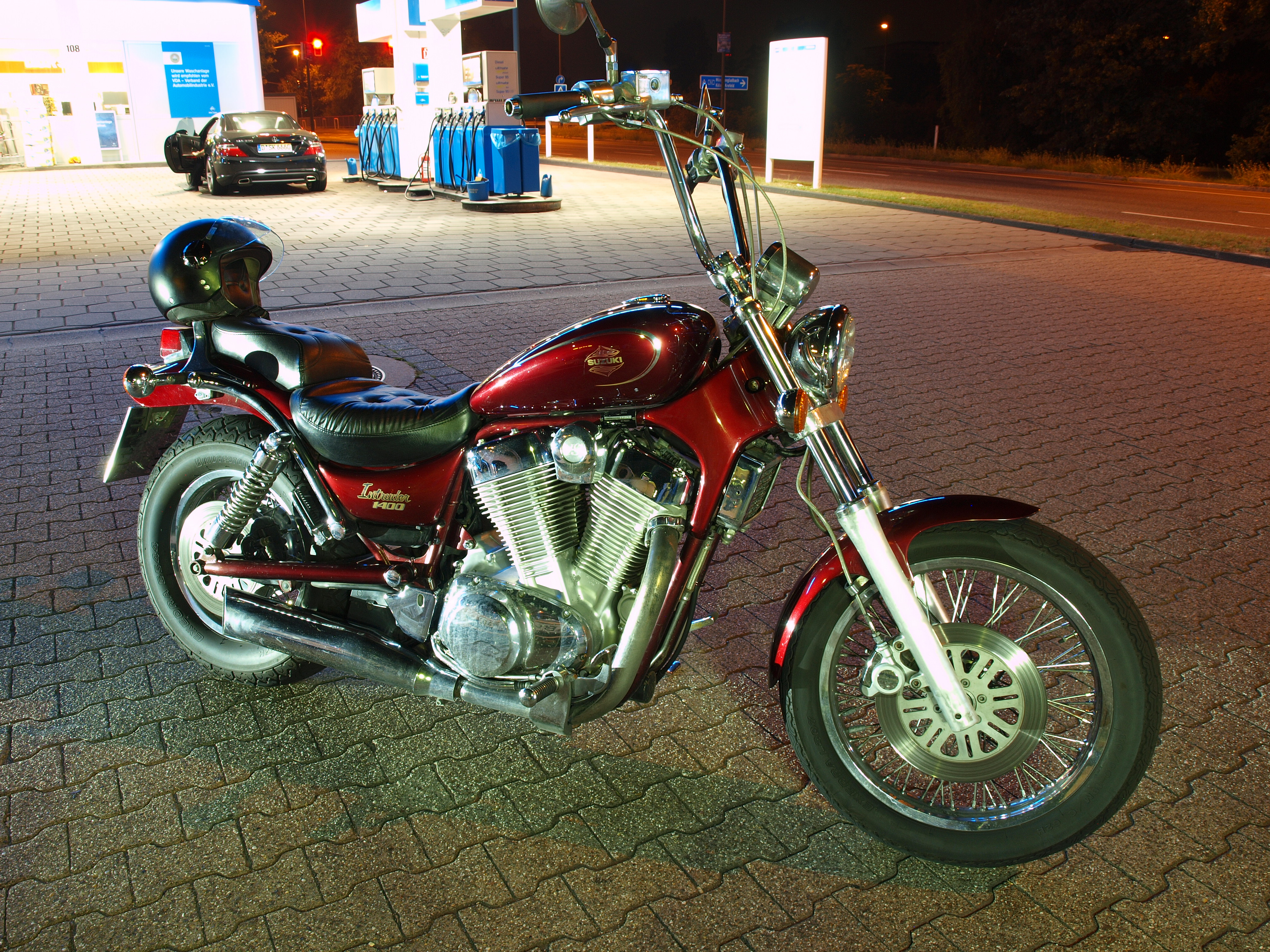
Suzuki VS 1400 Intruder

### Motori marini
Suzuki è sviluppata anche nella produzione di motori fuoribordo. Con una serie di oltre 15 motori dal 2,5 CV al 300 CV, dall'introduzione dei motori V6 a 4 tempi ed iniezione benzina, presentati nel 2003, l'azienda ha portato una grande innovazione tecnologica nel mondo della propulsione marina. Nel 2006 aveva presentato il DF300AP, un 300 cavalli V6 da 55° 4028 cc, disponibile l'anno successivo. Nel 2014 è stato presentato il nuovo DF200A da 200 CV, un motore da 4 cilindri in linea da 2.8 l; rispetto dall'altro monoblocco 6 cilindri a V di 3,6 l ha una maggiore accelerazione ed un minor peso,a metà 2017 è stato presentato un nuovo motore da 350 CV, il DF350A,con una cilindrata di 4,4l V6 che era ancora in fase di studio da alcuni anni prima, monta un piede a doppia elica contro-rotanti.

## Le competizioni
Per quanto riguarda le competizioni motociclistiche, Suzuki Racing ha partecipato alle competizioni del motomondiale, al campionato mondiale Superbike e anche alle competizioni fuoristrada; partecipa infatti al mondiale motocross da molti anni, conquistando diversi titoli in MX2 e MXGP. In questi ultimi anni la gestione del mondiale motocross è di Stefan Everts.
Il Suzuki World Rally Team ha preso parte anche a molte competizioni automobilistiche, tra cui il Campionato del mondo rally dove, nel 2007, ha gareggiato con la SX4.
Il Suzuki World rally team ha completato anche tutto il campionato ufficiale 2008.
Oltre alle partecipazioni nei Rally, la Suzuki è nota per aver vinto varie volte il Pikes Peak International Hill Climb prima con una Suzuki Escudo Pikes Peak Version, poi con la Suzuki XL7 Hill Climb Special e infine con una Suzuki SX4 Hill Climb Special.